# Desfășurată

Desfășurata dodecaedrului regulat

Cele unsprezece desfășurate ale cubului

În geometrie desfășurata unui poliedru este un aranjament de poligoane îmbinate la laturi care nu se suprapun în plan, aranjament care poate fi pliat de-a lungul laturilor pentru a deveni fețele poliedrului. Desfășuratele poliedrelor sunt un ajutor util pentru studierea poliedrelor și a geometriei în spațiu în general, deoarece permit construirea modelelor fizice ale poliedrelor din materiale precum cartonul subțire.
Exemple de demult de desfășurate ale poliedrelor apar în lucrările lui Albrecht Dürer, a cărui carte din 1525 Un curs în arta măsurării cu rigla și compasul (germană Unterweysung der Messung mit dem Zyrkel und Rychtscheyd) conținea desfășurate ale poliedrelor platonice și căteva ale poliedrelor arhimedice.

## Existență și unicitate
Pentru un poliedru dat pot exista mai multe desfășurate diferite, în funcție de alegerea laturilor care sunt unite și care sunt separate. Muchiile care sunt tăiate la un poliedru convex pentru a forma o desfășurată trebuie să formeze un arbore de acoperire al poliedrului, dar tăierea unor arbori de acoperire poate face ca fețele poliedrului să se suprapună când sunt desfăcute în loc să formeze o desfășurată. Invers, o desfășurată dată se poate plia în mai multe poliedre convexe diferite, în funcție de unghiurile la care sunt pliate laturile sale și de alegerea laturilor de lipit împreună. Dacă o desfășurată este dată împreună cu un model pentru lipirea marginilor sale, astfel încât fiecare vârf al formei rezultate să aibă un deficit unghiular pozitiv și astfel încât suma acestor defecte să fie exact 4π, atunci există neapărat exact un poliedru care poate fi pliat din aceasta; aceasta este teorema unicității lui Alexandrov. Totuși, poliedrul format în acest mod poate avea fețe diferite de cele specificate ca parte a desfășuratei: unele dintre poligoanele desfășuratei pot avea îndoituri peste ele, iar unele dintre laturile poligoanelor desfășuratei pot rămâne desfăcute. În plus, aceeași desfășurată poate avea mai multe modele de lipire valabile, ceea ce duce la poliedre diferite.
În 1975, G.C. Shephard a întrebat dacă fiecare poliedru convex are cel puțin o desfășurată sau o desfășurare simplă. Chestiunea, cunoscută și sub numele de conjectura Dürer sau problema lui Dürer privind desfășurarea, este deocamdată fără răspuns. Există poliedre neconvexe care nu au desfășurate și este posibil să se subdivizeze fețele fiecărui poliedru convex (de exemplu de-a lungul unui loc de tăiere) astfel încât mulțimea de fețe subdivizate să aibă o desfășurată. În 2014 Mohammad Ghomi a arătat că fiecare poliedru convex admite o desfășurată după o transformare afină. Mai mult, în 2019, Barvinok și Ghomi au arătat că o generalizare a conjecturii lui Dürer eșuează pentru pseudo-margini, adică o rețea de geodezice care leagă vârfurile poliedrului și formează un graf cu fețe convexe.

## Drumul cel mai scurt
Drumul cel mai scurt dintre două puncte de pe suprafața unui poliedru corespunde unei linii drepte pe o desfășurată adecvată pentru submulțimea fețelor atinse de drum. Desfășurata trebuie să fie astfel aleasă încât linia dreaptă să fie complet în interiorul ei și poate fi necesar să fie luate în considerare mai multe desfășurate pentru a vedea care oferă cel mai scurt drum. De exemplu, în cazul unui cub, dacă punctele sunt pe fețele adiacente, un candidat pentru cel mai scurt drum este drumul care traversează latura comună; cel mai scurt drum de acest fel se găsește folosind o desfășurată unde cele două fețe sunt, de asemenea, adiacente. Alți candidați pentru cel mai scurt drum sunt prin suprafața unei a treia fețe adiacente ambelor, iar desfășuratele corespunzătoare pot fi folosite pentru a găsi cel mai scurt drum din fiecare categorie.
Problema păianjenului și a muștei este o problemă de matematică recreativă care implică găsirea celui mai scurt drum între două puncte pe un cuboid.

## Desfășurate ale politopurilor din dimensiuni superioare

Crucea lui Dali, o desfășurată a tesseractului

O desfășurată a unui 4-politop, un politop în patru dimensiuni, este compusă din celule poliedrice care sunt conectate prin fețele lor și toate ocupă același spațiu tridimensional, la fel cum fețele poligonale ale unei rețele ale unui poliedru sunt conectate prin marginile lor și toate ocupă același plan. Desfășurata tesseractului, hipercubul în patru dimensiuni, este folosită proeminent într-o pictură de Salvador Dalí, Crucifixión (română Răstignire) din 1954. Aceeași desfășurată de tesseract este esențială pentru intriga nuvelei —And He Built a Crooked House— (română Și el construi o casă în dungă, o casă în dungă) de Robert A. Heinlein.